# Región de Labé
Labé es una región de Guinea cuya capital es Labé. La región tiene un área de 22.869 km² y una población de 995.717 habitantes hasta el 2014. Colinda con los países de Senegal y Malí y con las regiones de Faranah, Mamou, Kindia y Boké.
Está formada por 5 prefecturas: Koubia, Labé, Lélouma, Mali y Tougué.
- Datos: Q868515